# Henrik Gahn den äldre
Henrik Gahn den äldre, född 1 januari 1747 i Falun, död 6 februari 1816 i Stockholm, var en svensk läkare, bror till Johan Gottlieb Gahn och Carl Pontus Gahn. Efter Gahn uppkallade botanikern Georg Forster d.y. ett växtsläkte Gahnia.

## Biografi

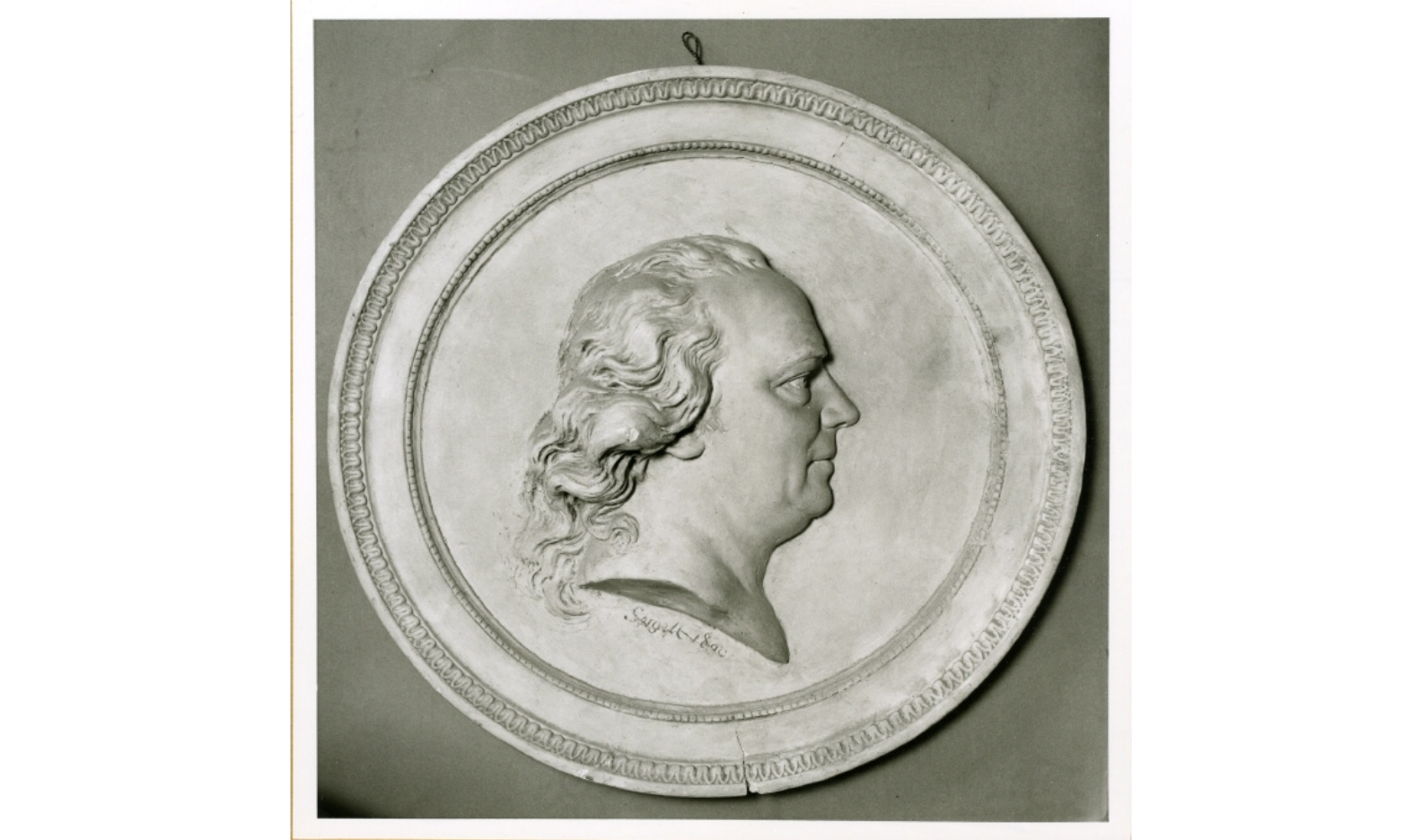
Henrik Gahn den äldre, reliefporträtt av Johan Tobias Sergel, år 1800. Nationalmuseum.

Gahn studerade från 1762, delvis under Carl von Linnés särskilda ledning, i Uppsala, där han 1769 blev medicine kandidat. Linné, en vän till hans far, omfattade med mycken välvilja den unge studenten, vilken, såsom gäst på Linnés lantställe Hammarby sommaren 1766, utarbetade sin, under Linnés presidium senare ventilerade, disputation Fundamenta Agrostographiæ. 
Åren 1770–1773 företog han, efter avlagd medicine licentiatexamen, en vetenskaplig resa till Tyskland, Holland, England och Skottland samt promoverades under tiden (1772) i Uppsala till medicine doktor och utnämndes samma år till förste amiralitetsläkare vid arméns flottas eskader i Stockholm, från vilken befattning han tog avsked 1789. Under åren 1777–1790 tjänstgjorde han därjämte som assessor i Collegium medicum. Gahn blev 1808 överläkare vid Krigsakademien på Karlberg. År 1793 blev han ledamot av Vetenskapsakademien.  
Gahn var en bland Sveriges mest upplysta och berömda läkare. Han lyckades bl.a., efter många fåfänga försök, att 1802 ympa skyddskoppor i Stockholm, varifrån vaccinen sedermera förmedlades till åtskilliga orter i riket, och var 1807 en av Svenska läkaresällskapets stiftare. Vid flera tillfällen var Gahn ledamot i för sundhetsändamål tillförordnade kommittéer. Han författade åtskilliga uppsatser i Vetenskapsakademiens och Läkarsällskapets handlingar med mera. Han är begravd på Solna kyrkogård.
Gahn var son till Hans Jacob Gahn av släkten Gahn.